# 新春ドラマスペシャル
新春ドラマスペシャル（しんしゅんドラマスペシャル）とは、1983年から2017年までと2019年からフジテレビ系列（FNS）で毎年1月3日の21:00 - 23:30ないし24:00近くまで放送していた日本のテレビドラマの特別番組である。ただし、フジテレビの年始番組編成の都合上で年によっては元日や1月2日に放送される場合もある。

## 概要
- 例年関西テレビが1月2日22:00から放送される「迎春ドラマスペシャル」（ - 2001年頃まで）→年始バラエティー特番（2002年以降）と放送枠を交換して放送される場合もある。しかし、2008年は正月3が日中に「新春ドラマスペシャル」を放送せず、4日･5日の21:00 - 23:30前後にドラマスペシャルを編成したため2008年は放送されなかった（同枠は「平成教育委員会2008年今年も考えチュースペシャル」などが放送された）。
- 元日では中断した年があったが、2004年以降は「トリビアの泉」「ココリコミラクルタイプ」「SMAP×SMAP」「はねるのトびら」「爆笑レッドカーペット」といったレギュラー番組の新春スペシャルを放送している。
- 3日では2000年以降「SMAP×SMAP」「LOVE LOVEあいしてる」のレギュラー番組のスペシャル版を放送していたが、2002年以降から2007年まで6年続けてドラマ枠を放送した。
- 2012年 - 2017年は、毎年1月3日の21:00枠に人気グループ『嵐』のメンバーを主演に据えたスペシャルドラマを放送しており、同日に放送された「嵐ツボ」と「VS嵐」の3時間スペシャルと並ぶフジテレビ系列の正月を代表する番組を担ってきた。
- 2018年には同時刻に『ビートたけしの私が嫉妬したスゴい人』を放送したため中断、2019年から再開した。
- 場合によっては三が日のうち2回ドラマ枠があった年（1999年・2002年など）があった。2020年・2021年は「教場」シリーズを2夜連続で放送した。
- 2023年以降は再び中断している。

## これまでにこの枠で放送されたドラマ作品
- 春雷（1983年1月3日）
- 人見おんな物語〜鳥影の関（1983年1月5日）
- 女たちの場所（1986年1月3日）
- なつかしい春が来た（1988年1月3日）
- 結婚行進曲（1989年1月2日）
- 抱きしめたい!'90（1990年1月3日）
- 世にも奇妙な物語 冬の特別編（1991年1月3日）
- 家族の食卓（1992年1月3日）
- 家族の食卓'93（1993年1月3日）
- 仰げば尊し（1994年1月3日）
- 家族の食卓'95　愛、絆そして一番大切なもの（1995年1月3日）
- 素晴らしき家族旅行（1996年1月3日）
- 僕が僕であるために（1997年1月3日）
- ビーチボーイズ（1998年1月3日）
- ナニワ金融道 パート3（1998年1月5日）
- 古畑任三郎 vs SMAP（1999年1月3日）
- ショムニ（2000年1月2日）
- 世にも奇妙な物語 SMAPの特別編（2001年1月1日）
- 愛と青春の宝塚〜恋よりも生命よりも〜(2002年1月3日・4日)
- ショムニFOREVER（2003年1月1日）
- 秋刀魚の味（2003年1月3日）
- 古畑任三郎 すべて閣下の仕業（2004年1月3日）
- ナニワ金融道 パート6（2005年1月3日）
- 古畑任三郎FINAL（2006年1月3日 - 5日）
- おかしなふたり（2006年1月4日 - 5日）
- 明智光秀〜神に愛されなかった男〜（2007年1月3日）
- のだめカンタービレ（2008年1月4日・5日）
- 悪魔の手毬唄（2009年1月5日）
- 救命病棟24時〜2010年スペシャル〜（2010年1月3日）
- サザエさん3（2011年1月2日）
- もう誘拐なんてしない（2012年1月3日）
- ラッキーセブン スペシャル（2013年1月3日）
- 鍵のかかった部屋（2014年1月3日）
- 大使閣下の料理人（2015年1月3日）
- 坊っちゃん（2016年1月3日）
- 君に捧げるエンブレム（2017年1月3日）

（2018年は『ビートたけしの私が嫉妬したスゴい人』放送のため休止）
- レ・ミゼラブル 終わりなき旅路（2019年1月6日）
- 教場（2020年1月4日・5日）
- 教場II（2021年1月3日・4日）
- 潜水艦カッペリーニ号の冒険（2022年1月3日）

（2023年は映画『コンフィデンスマンJP 英雄編』、2024年は映画『Dr.コトー診療所』放送のため休止）
- 監察医 朝顔 2025新春スペシャル（2025年1月3日予定）

### 補足
「古畑任三郎」の新春ドラマスペシャルや「ナニワ金融道」の新春ドラマスペシャルを放送した年もあった。スタートは1983年1月3日放送の「春雷」（月曜日22:03 - 23:54）と同年1月5日放送の「人見おんな物語〜鳥影の関」（水曜日21:02 - 23:48）が最初で、以後1986年1月3日放送の「女たちの場所」（金曜日21:04 - 23:52）を経て1988年1月3日放送の「'88新春ドラマスペシャル・なつかしい春が来た」（日曜日21:04 - 23:54）より毎年1回は放送されるようになった。
ただし、1989年の「結婚行進曲」、2000年の「ショムニ」は1月2日の放送で、正月編成によっては放送されなかった年もあった（放送されなかった年には当時同局系の人気番組だった「なるほど!ザ・ワールド」（1995年まで）の新春特番などを編成していた。）。

## 番組のスポンサーについて
フジテレビ系は正月3が日、夕方の「FNNニュース」（通常の「FNNLive News イット!」全国ネット枠・平日のみ）のスポンサーを除き、通常の時間枠に放送しているスポンサー各社が他の特別番組（例：「初詣!爆笑ヒットパレード」や「新春大売り出し!さんまのまんま」など）へ移動されるため、特別のスポンサーが番組提供して放送されていた。スポンサー名については元日売りの産経新聞や朝日新聞・読売新聞・毎日新聞などの大手新聞紙のテレビ・ラジオ別刷特集やサンケイスポーツ・日刊スポーツ・スポーツ報知・スポーツニッポンなどのスポーツ紙の元日版テレビ･ラジオ別刷特集の各広告欄に60秒以上の提供企業名が掲載されていた。1月4日以降の放送となった2008年は通常の「金曜プレステージ」（現在の「ザ・共通テン!」「酒のツマミになる話」）「土曜プレミアム」の30秒、60秒以上のスポンサー各社と従来新春ドラマスペシャルの番組スポンサーになっている企業各社との混合による番組スポンサーとなっていた（5日の場合「土曜プレミアム」のレギュラースポンサーであるSHARPが2回も提供していた。このうちの1回は「日本一短いクイズSHOW シャープに答えて!」でもう1回分が年始用に放送されていたCM（30秒×2本）が流れていた）。
なお、2006年の「古畑任三郎」や2008年の「のだめカンタービレ」ではポスター及び新聞広告でのスポンサーの掲載はなかった。
- 新春スペシャルドラマはポーラを全編通して筆頭に複数社提供を2000年まで提供したが、2001年はポーラは前半の2枠連続して提供し、残りは提供せず、2002年にはポーラが降板し、上記のスポンサーを中心にポーラに代わり30秒のスポンサーが入るようになった。

## 近年の傾向

### 2008年
- 2008年の3ヶ日21時枠は1月1日に「はねるのトびら新春SP」、1月3日に「平成教育委員会2008年今年も考えチュースペシャル」を編成した。新作ドラマは4日・5日に放送の「のだめカンタービレ」からで年始のドラマスペシャルが正月3が日中に放送されないのは1982年以来と見られる。

### 2009年
- 2009年は1月3日が曜日の関係で「土曜プレミアム」の時間枠で新春映画スペシャル「HERO」を放送するため新春ドラマスペシャルは1月5日の21:00 - 23:33に編成されるスペシャルドラマ「悪魔の手毬唄」（このスポンサーについては通常のスポンサー各社が振り替え提供、1月3日の「HERO」は一部ながらも「土曜プレミアム」のスポンサーが入った）に放送される対応となる（元日のこの時間帯は「爆笑レッドカーペット新春満点コラボ祭り!」に割り当てられる上に「平成教育委員会2009年モ〜勉強スペシャル」は1月4日の19:00 - 21:54に放送されるため、なお4日22:00 - 23:30には「Run for money 逃走中」が放送された）。昨年に続いて年始のドラマスペシャルが正月3ヶ日中に放送されなかった。

### 2010年
- 2010年も元日が「新春かくし芸大会FOREVER」→「爆笑レッドカーペット新春!満点コラボSP」、2日が「ネプリーグ芸能界超常識王決定戦」（19:00-21:54）、3日が「平成教育委員会2010年新春ウル寅授業スペシャル」（18:30-20:54）の編成で占めていたが3日夜21:00-23:24に「救命病棟24時〜2010スペシャル〜」、4日に「福助」が13:30-14:55で東海テレビ制作で放送されていた（フジテレビで制作された新春ドラマスペシャルはこの他に「最後の約束」を1月9日の「土曜プレミアム」で放送されていたのみ。）。3年連続正月3が日中に放送されないという事態は避けられた。

### 2011年
- 曜日配列の関係でアニメ「サザエさんお正月1時間スペシャル」に続いて「新春スペシャルドラマ サザエさん3」を併せ持ったサザエさん生誕65年スペシャルを1月2日18:30-21:54に放送した。
- なお、元日は18:00に「ペケ×ポン元旦SP」、21:30に「新春オールスター歌がうまい王座決定戦スペシャル」、3日は18:30に「VS嵐2011年戦い初め新春!最強王者決定戦」、21:00に「アマルフィ 女神の報酬」を放送した。そしてこの年から2020年まで3日は、「VS嵐」とドラマスペシャルの2本立てとなる。

### 2012年
- 該当枠は3日21:00に「もう誘拐なんてしない」を放送。
- なお、元日は18:00に「ペケ×ポン元日SP」、21:30に「トリビアの泉祝10周年 あけましてムダ知識SP」、2日は18:30に「ネプリーグ新春SP超常識王決定戦」を放送。

### 2013年
- 該当枠は3日21:00に「ラッキーセブン」を放送。
- なお、元日は18:00に「ほこ×たて元日5時間超SP」、2日は18:00に「新春!クイズ$ミリオネア 大復活SP!!」、21:30に「GTO正月スペシャル」（関西テレビ制作）を放送。この年から2日に関西テレビ制作番組が入る。

### 2014年
- 該当枠は3日21:00に「鍵のかかった部屋」を放送。
- なお、元日は19:00に「ホンマでっか!?TV新春4時間超え!冬の新番組豪華出演者大襲来SP」、2日は18:30に「新春豪華どっきり祭り!3時間半SP」、22:00に「有吉×独身さん芸能人」（関西テレビ制作）を放送。

### 2015年
- 該当枠は3日21:00に「大使閣下の料理人」を放送。
- なお、元日は18:00に「FNS 正月だよ! オールハワイナイトフジ2015」、21:00に「鶴瓶のうるさすぎる新年会2015」、2日は18:30に「くりぃむしちゅーのテレビでは見せない芸能人年末イベント全部観せます!」、21:00に「正月なのに不幸オーラ全開!有吉VSミジメちゃん今年幸せになってほしい人大賞」（関西テレビ制作）を放送。

### 2016年
- 該当枠は3日21:00に「坊っちゃん」を放送。
- なお、元日は18:00に「十八番で勝負!!新春!オールスター対抗歌合戦」 、21:00に「ネプリーグ夢対決SP新春超常識王決定戦!」、2日は18:30に「奇跡体験!アンビリバボー新春スゴいニッポン世界に誇るヤマト魂!あっぱれ日本人SP」、21:00に「有吉のドッキリ初笑い!芸能界煩悩CUP」（関西テレビ制作）を放送。

### 2017年
- 該当枠は3日21:00に「君に捧げるエンブレム」を放送。
- なお、元日は18:00に「爆笑ヒットパレード50回記念ゴールデン3時間SP」、21:00に「平成教育委員会2017お正月だよ!家族そろって初笑い!ニッポンまるわかりSP」、2日は18:30に「新春スカッとジャパン3時間半SP」、22:00に「日本一うらやましいのは誰だ!?国民的お金持ちグランプリ」（関西テレビ制作）を放送。

### 2019年
- 該当枠は6日21:00に「レ・ミゼラブル 終わりなき旅路」を放送。
- なお、元日は18:00に「ニッポンよ!セカイを倒せ! フジヤマ 〜日本のNo.1vs世界のNo.1〜」、21:00に「なるほど!ザ・ワールド 新春ナゾだらけの国SP」、2日は18:30に「2019新春!スーパードレミファドン!」、22:00に「オカムラ調査隊 世界の聖地はスゴかった!」（関西テレビ制作）を放送。

### 2020年
- 該当枠は4日・5日21:00に「教場」を放送。
- なお、元日は18:00に「新春どうぶつ映像アワード」、21:00に「なるほど!ザ・ワールド〜新年あけまして!!奇跡の絶景スペシャル〜」、2日は18:30に「世界のありえない映像 新春スペシャル」、22:00に「潜入!ウワサの大家族新春SP」（関西テレビ制作）を放送。

### 2021年
- 該当枠は3日・4日21:00に「教場II」を放送。
- なお、元日は18:00に「坂上どうぶつ王国 新春SP」、21:00に「有吉の冬休み 密着77時間in沖縄」、2日は18:30に「逃走中×千鳥のクセがスゴいネタGP合体5時間SP」を放送。

### 2022年
- 該当枠は3日21:00に「潜水艦カッペリーニ号の冒険」を放送。
- なお、元日は18:00に「逃走中 元日3時間SP 〜美女とハンターと野獣〜」、21:00に「有吉の冬休み2022 密着77時間in沖縄」、2日は18:30に「お笑いオムニバスGP」、22:00に「笑いの総合格闘技!千原ジュニアの座王 新春SP」（関西テレビ制作）を放送。